# Adolf Schachner
Adolf Schachner (* 6. September 1941 in Altaussee, Steiermark) ist ein österreichischer Politiker (SPÖ).

## Leben
Adolf Schachner besuchte nach der Volksschule in Altaussee die Hauptschule im benachbarten Bad Aussee. Ab 1955 erlernte er den Beruf des Industriekaufmanns. Nach seinem Lehrabschluss, im Jahr 1958, fand er Arbeit als Angestellter bei der Zweigsteller der Voestalpine in Liezen. Nach dem Besuch einer einjährigen Sozialakademie von 1965 bis 1966, ging Schachner auch in die Gewerkschaft. Von 1971 bis 1987 war er Betriebsratsvorsitzender der Angestellten bei der Voestalpine.
Im Jahr 1970 wurde Schachner für die SPÖ in den Gemeinderat von Liezen gewählt. Nur ein Jahr später, im November 1971, wurde er Vizebürgermeister. Obwohl er bereits im November 1974 von dieser Funktion entbunden wurde, blieb Schachner mit Ausnahme von kurzen Unterbrechungen, bis Juli 1987 Gemeinderatsmitglied. Von April 1980 bis Dezember 1981 kümmerte er sich als Finanzreferent um das Budget der Stadt.
Im Oktober 1981 wurde Schachner Mitglied des Bundesrats in Wien. Er blieb es bis Juni 1990.
1988 wurde Schachner Leitender Angestellter bei der in Liezen ansässigen Wohnbaugruppe Ennstal. Er leitete das Unternehmen bis 2001.
Von 2003 bis 2018 war Adolf Schachner Vorsitzender der Trommelweiber im Liezener Fasching.
Adolf Schachner ist verheiratet und Vater von drei Söhnen.

## Auszeichnungen
- Großes Silbernes Ehrenzeichen für Verdienste um die Republik Österreich